# ایسمو وسترمانس
ایسمو وسترمانس (انگلیسی: Ismo Vorstermans؛ زادهٔ ۳۰ مارس ۱۹۸۹) بازیکن فوتبال اهل پادشاهی هلند است.
از باشگاه‌هایی که در آن بازی کرده‌است می‌توان به باشگاه فوتبال فنلو و باشگاه فوتبال اوترخت اشاره کرد.